# Distrito de Carhuaz
El distrito de Carhuaz es uno de los once distritos de la provincia de Carhuaz, ubicado en el departamento de Áncash, en el Perú.

## Historia
El distrito fue creado mediante Ley del 25 de julio de 1857, en el gobierno del presidente Ramón Castilla.

## Geografía
Tiene una superficie de 194,62 km² y una población estimada mayor a 13 600 habitantes. Su capital es la ciudad de Carhuaz.

## Autoridades

### Municipales
- 2015 - 2018[1]
  - Alcalde: Máximo Jesús Caballero García, del Movimiento Independiente Regional Río Santa Caudaloso.
- 2011 - 2014
  - Alcalde: José Maurino Mejía Solórzano, del Partido Democrático Somos Perú (SP).

ALCALDE 2023 - 2026 CARLOS EUGENIO CANTARO GARCIA (Partido Político ALIANZA PARA EL PROGRESO)

### Religiosas
- Parroquia de San Pedro[2]
  - Párroco:  Pbro. Manuel Neri Silva Caballero.
  - Vicario parroquial: Pbro. Elmer Ita Camones.
  - Vicario parroquial: Pbro. Paulino Villafana Morales.